# توماس بيرنت سوان
توماس بيرنت سوان (بالإنجليزية: Thomas Burnett Swann)‏ (12 أكتوبر 1928، تامبا في الولايات المتحدة - 5 مايو 1976، فلوريدا في الولايات المتحدة)؛ كاتب، شاعر وروائي أمريكي.